# Coop Bank
Coop Bank A/S er en dansk bank med hovedsæde i Albertslund. Banken har tidligere været ejet af Coop, men blev i 2024 opkøbt af Sydbank. 
Coop Bank er en onlinebank, der tilbyder almindelige banktjenester så som kreditkort, opsparing, boligfinansiering og lån. Banken har ingen fysiske filialer, men kunderne kan hæve og indsætte kontanter i Coop Danmarks butikker.
Man behøver ikke at være medlem af Coop for at være kunde i banken. Men som medlem af Coop kan man opsamle bonus på udvalgt produkter, og nogle ydelser er billigere for Coop-medlemmer end for ikke-medlemmer.
12. april 2024 meddelte Coop, at Coop Bank skulle sælges fra som led i en redningsplan for koncernen, og den 21. maj 2024 blev det meddelt, at Sydbank havde købt banken til en pris af 345 mio. kr. Coop Bank havde på salgstidspunktet ca. 88.000 kunder.
Coop Bank fortsætter efter Sydbanks overtagelse som selvstændig bank under eget navn.

## Direktion
- 2024 - Morten Barsballe Nielsen, adm. direktør
- 2013 - 2024 Allan Nørholm, adm. direktør

## Ejerforhold
Coop Bank er 100 % ejet af Sydbank.